# وزارة الزراعة (الولايات المتحدة)

الختم

العلم

وزارة الزراعة في الولايات المتحدة (بالإنجليزية: United States Department of Agriculture)‏، والمعروفة أيضا باسم وزارة الزراعة، هي وزارة تنفيذية اتحادية في الولايات المتحدة والمسؤولة عن تطوير وتنفيذ القوانين الاتحادية ذات الصلة بالزراعة، والفلاحة، والغابات، والمواد الغذائية. وتهدف الوزارة إلى تلبية احتياجات المزارعين ومربي الماشية، وتعزيز التجارة الزراعية والإنتاج، والعمل على ضمان سلامة الغذاء وحماية الموارد الطبيعية والمجتمعات الريفية الحاضنة والقضاء على الجوع في الولايات المتحدة خاصة وجميع الدول عامة.

## معرض صور

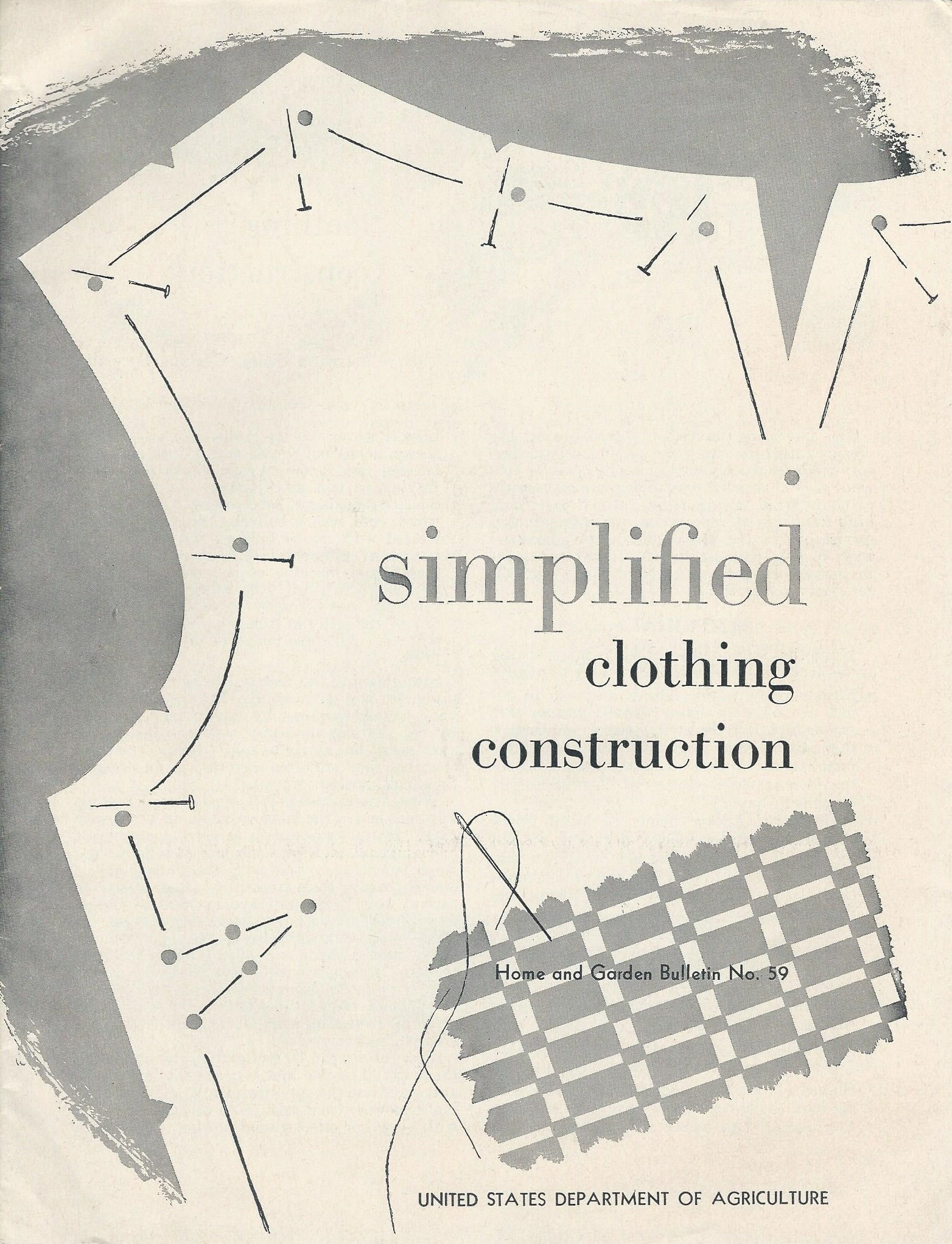
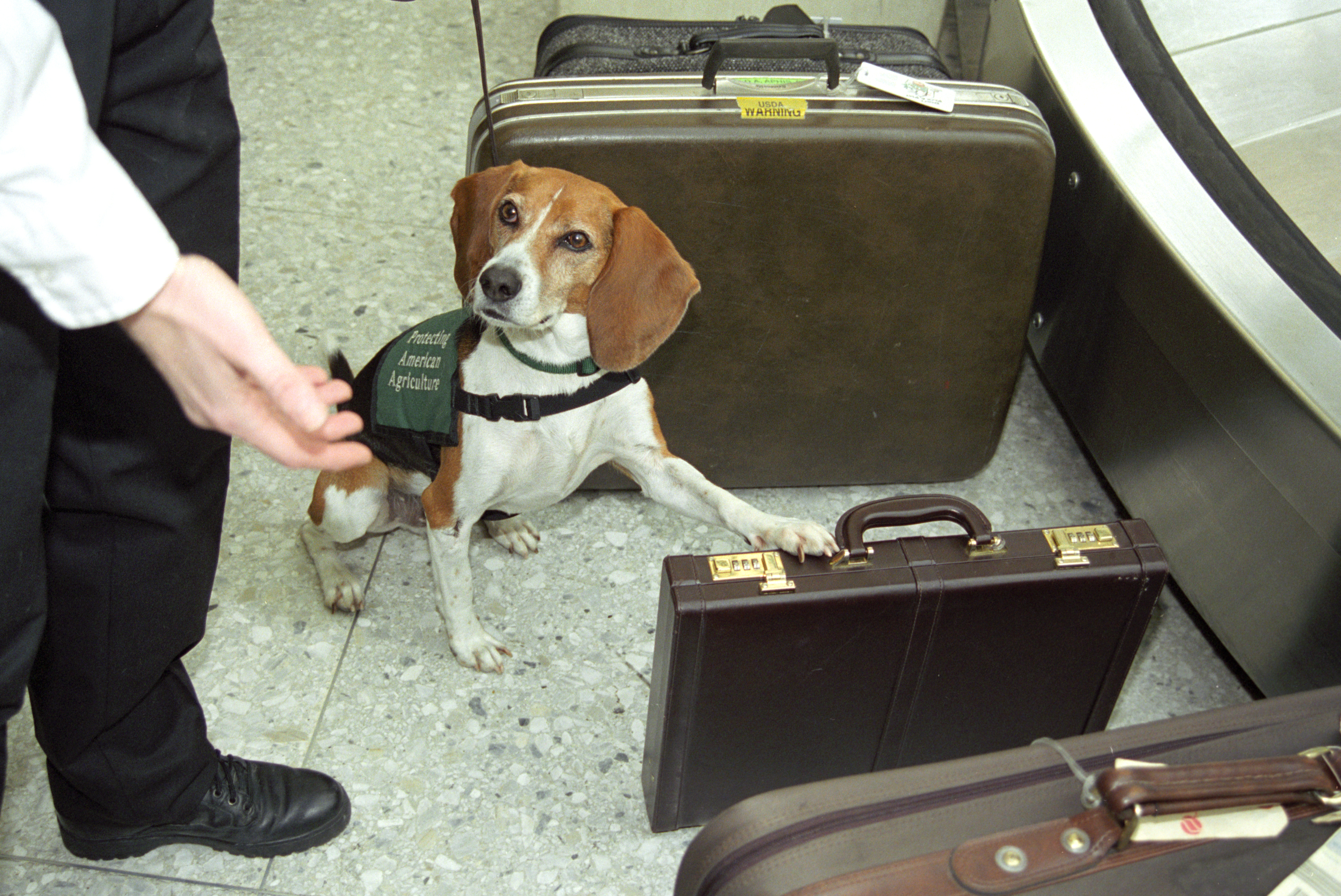
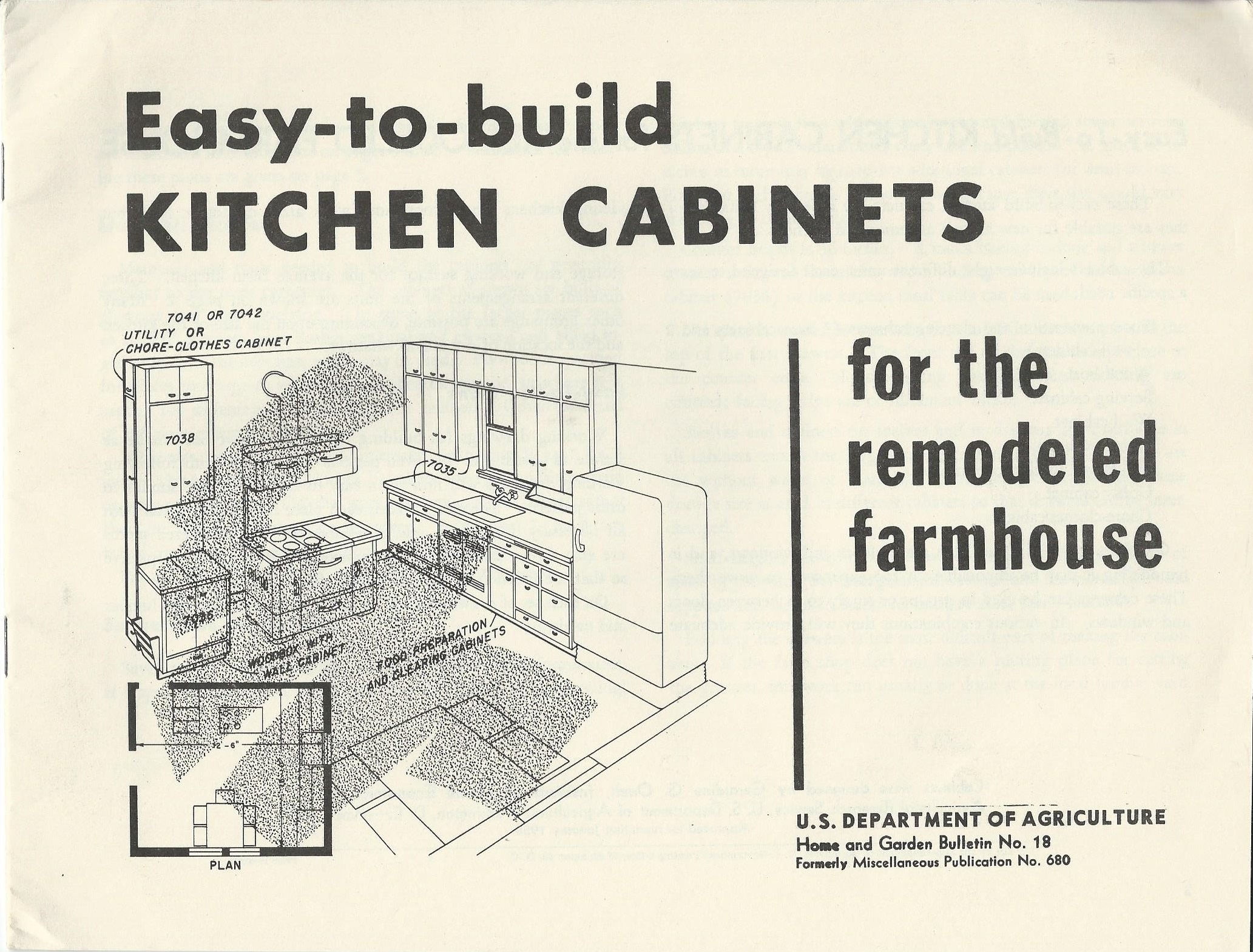
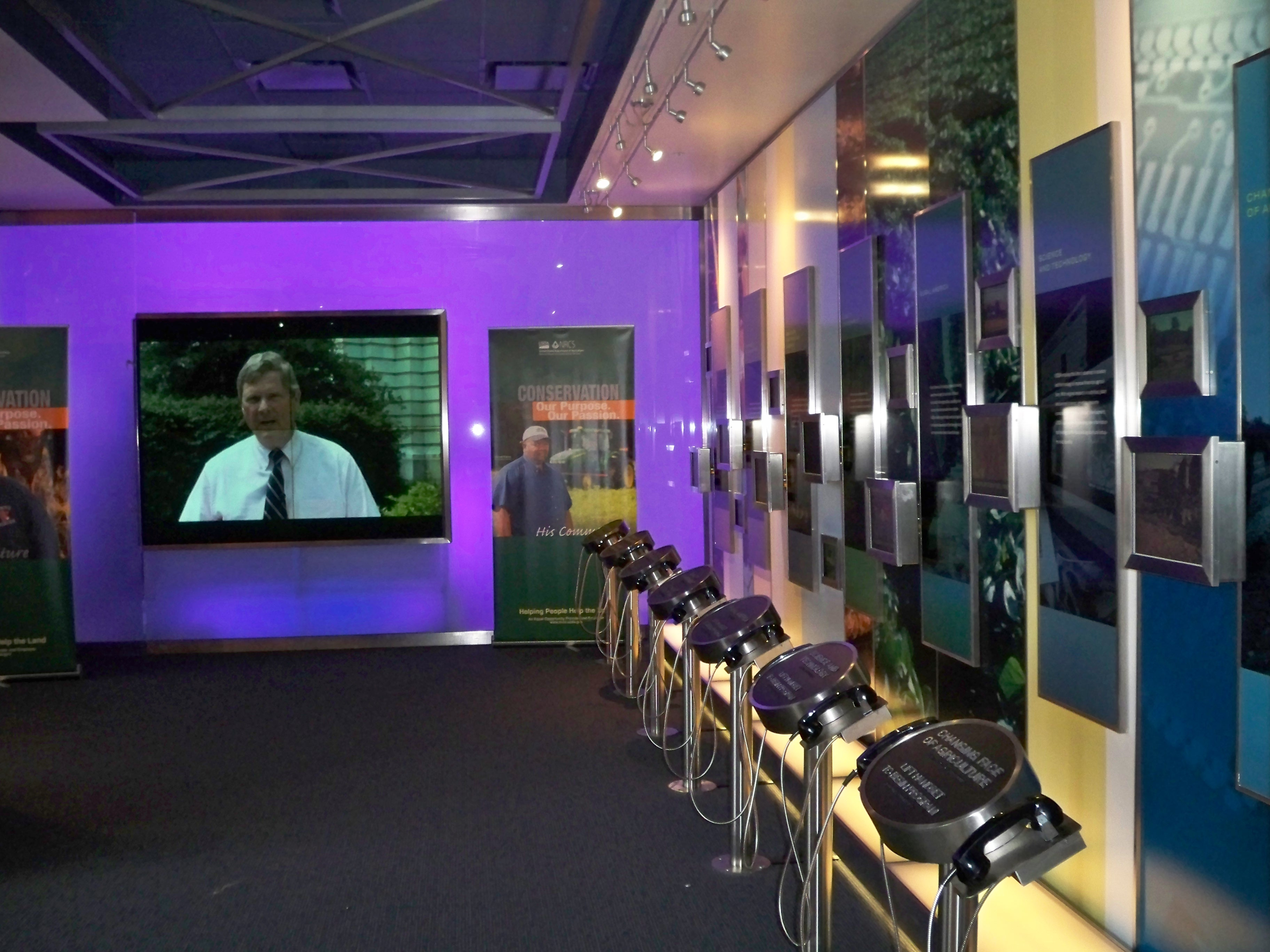

## روابط خارجية
- الموقع الرسمي لوزارة الزراعة الأمريكية

1. ↑  Thomson Reuters Open Perm ID، تومسون رويترز، QID:Q69297407
2. ↑   https://thehill.com/homenews/senate/5142928-senate-brooke-rollins-usda/. {{استشهاد ويب}}: |url= بحاجة لعنوان (مساعدة) والوسيط |title= غير موجود أو فارغ (من ويكي بيانات) (مساعدة)
3. ↑  "معلومات عن وزارة الزراعة (الولايات المتحدة) على موقع collection.cooperhewitt.org". collection.cooperhewitt.org. مؤرشف من الأصل في 2016-01-03.
4. ↑  "معلومات عن وزارة الزراعة (الولايات المتحدة) على موقع explore.data.parliament.uk". explore.data.parliament.uk. مؤرشف من الأصل في 2019-12-16.
5. ↑  "معلومات عن وزارة الزراعة (الولايات المتحدة) على موقع ido.ringgold.com". ido.ringgold.com. مؤرشف من الأصل في 2019-12-16.